# フィオナ姫
フィオナ姫（英: Princess Fiona）は、ドリームワークス・アニメーションの『シュレックシリーズ』に登場する架空のキャラクターである。主人公の1人であるフィオナは、夜になるとオーガになってしまうという呪いをかけられた美しいプリンセスとして登場する。王子にキスして呪いを解こうとしたフィオナは、オーガであるシュレックと出会い、恋に落ちてしまう。出自や他のキャラクターとの関係は、その後の作品でさらに掘り下げられている。『シュレック2』では新たな夫のシュレックを両親に紹介し、『シュレック3』では母親になり、『シュレック フォーエバー』では力を得た戦士になっているが、その多くはフィオナとシュレックが出会うことのない別の現実が舞台になっている。
脚本家のテッド・エリオットとテリー・ロッシオが制作したフィオナは、ウィリアム・スタイグの児童文学『みにくいシュレック』に登場する見苦しいプリンセスを原作にしているが、役柄や容姿を大幅に変更している。脚本家たちは、フィオナを変身する魔法にかけられたプリンセスに変更したが、このアイデアは当初、他の映画制作者たちから大きな反発を受けた。フィオナの声は女優のキャメロン・ディアスが担当した。元々コメディアンで女優のジャニーン・ガラファローが起用されていたが、彼女は第1作目から何の説明もなく解雇された。フィオナはコンピュータアニメーションの主役としては初めての人間のキャラクターであり、アニメーターは彼女の美しさとリアルさを追求した。しかし、初期の試写会では、子供たちからそのリアルなキャラクターに対する否定的な反応があったため、アニメーターたちはフィオナをよりスタイリングされた、カートゥーンのようなヒロインにデザインし直した。コンピュータ・アニメーションの革命的な成果をキャラクターに適用し、肌、髪、服、照明などに説得力を持たせた。
フィオナは、おとぎ話やディズニーのアニメーション映画に登場する伝統的なプリンセスのパロディとされている。批評家はフィオナのキャラクター、格闘技の腕前、ディアスの演技を評価し、フィオナに対する評価はほぼ肯定的なものだった。しかし、フィオナの人間デザインについては、技術革新に感心する者もいれば、そのリアルさがディアスに似すぎていて不安だという者もいて、レビューの評価は分かれた。いくつかのメディアは、フィオナをフェミニストのアイコンとみなしており、彼女が自分の欠点を受け入れることで、プリンセスやジェンダーの固定観念を覆したと評価している。ディアスはまた、『シュレック』シリーズに出演したことで、ハリウッドで最も稼いだ女優の一人となり、1作目の出演で300万ドル、続編では1,000万ドル以上を稼いだ。

## 製作

### 製作と執筆
『シュレック』は、ウィリアム・スタイグの児童文学『みにくいシュレック』をベースにしているが、特にメインキャラクターについては原作から大きく逸脱している。スタイグの物語では、魔女がシュレックが無名の王女と結婚すると予言する。「地球上で最も醜いプリンセス」と評されたスタイグのプリンセスは、フィオナとは似ても似つかないが、2人はすぐに惹かれ合い、ほとんど衝突することなく結婚する。アニメーション・ワールド・ネットワークに寄稿したアニメーション史家のモーリーン・ファーニスは、シュレックの恋の相手が「本当に醜い女性」から「美しいプリンセス」に変わったことが、この作品の最も大きな変更点だと指摘している。ハリウッドの視点から見て、より魅力的なキャラクターにすると同時にプロットを広げるために、脚本家は『シュレック』のプリンセスを、夜になると醜くなるという呪いをかけられた美しい乙女に変え、そのことを他のキャラクターに隠さなければならないようにして、「オーガーの姿を見せないための物語上の動機付け」をした。さらにファーニスは、ファークアード卿のフィオナへの恋愛感情は、見栄っ張りで彼女の美しさにしか惹かれない現実的なものであり、彼の最大の動機はデュロックを支配するために王女と結婚することであると観察している。
最後まで呪いが解けないのは長編映画には不向きと考えた脚本家のテッド・エリオットとテリー・ロッシオは、変身するプリンセスというコンセプトを導入したが、他の製作者からは「おとぎ話にしては複雑すぎる」という理由で半年間拒否されていた。エリオットとロッシオは、同様のアイデアはディズニーの『リトル・マーメイド』や『美女と野獣』で成功していると反論し、最終的にはフィオナを「魔法にかけられたプリンセス」と表現することでスタジオを納得させた。作家の中には、フィオナがシュレックに愛を告白した後、1日中オーガにすることで、「醜い人は醜い人と一緒にいるべきだ」と示唆しているのではないかと懸念する人もいた。ロッシオはフィオナが変身するため、最高のモラルは「姿を変えたプリンセスも愛を見つけることができる。そして、シュレックは様々な形の彼女を愛するだろう」と語った。エリオットは、このことがフィオナの「本当の姿」が美しいか魅力的でないかを観客に議論させることになると語り、「彼女の本当の姿は、昼間は美しく、夜は醜い。そして、社会がそれは間違っていると主張していたため、彼女は本当の自分の一部を取り除こうとしていたのだ」と説明した。スタジオは最終的に、フィオナがオーガのままであることを認めたが、エリオットはこれを「よりオーソドックスなアイデア」と考えている。
脚本の初期案では、フィオナは人間の両親からオーガとして生まれ、娘の容姿の正体を隠すために塔に閉じ込められ、王国には美しいプリンセスだと嘘をついていた。ある日、逃げ出したフィオナは、ダマ・フォルトゥーナという魔女に助けを求め、2つのポーションのどちらかを選ぶことを提案される。1つはフィオナを美しくするもの、もう1つはフィオナの幸せを保証するものだった。フィオナは知らずに「美」の薬を飲んでしまうが、その薬には裏があることに気づかず、昼間は人間、夜になるとオーガに戻ってしまうようになる。脚本家は当初、フィオナのバックストーリーをフルアニメーションにして、映画のプロローグとして使用することを考えていたが、試写会であまりにも気の毒だと判断したため、このアイデアは白紙となった。「フィオナのプロローグ」と名付けられたこのシークエンスは、絵コンテはあったものの、アニメーションにはならなかった。2つ目の廃墟シーン「Fiona Gets Them Lost」は、フィオナとシュレック、ドンキーが洞窟に閉じ込められ、『インディ・ジョーンズ/魔宮の伝説』にインスパイアされたアクションシーンが展開される。脚本家の原案では、フィオナの怪物は、フィオナに危害を加えたと判断して、シュレックに発見されると、香港のアクション映画のような肉体的な争いをすることになっていた。エリオットによると、より暴力的なアメリカ映画と比較して、香港映画の「アクションと身体性の強調」に慣れている人が少なかったため、このアイデアは断念されたという。「私たちがいくら説明しても、（スタジオは）この暴力的で、殴り合い、スティーヴン・セガールのような、骨が折れるような戦いを想像していた」と説明し、一部の女性スタッフからは、このコンセプトはフィオナに対して女性差別的だと抗議された。
エリオットとロシオは、続編の可能性がある中で、フィオナの本性が美しいのか、オーガなのかという議論をもう一度することを提案していたが、この案は却下された。監督たちは4ヶ月間、続編のためにいくつかの新しいアイデアを検討したが、最終的に、論理的なポイントは、1作目で描かれていない数少ない分野の1つであるフィオナの両親が、娘がオーガと結婚し、オーガのままでいることに対する反応であると判断した。『シュレック2』のディレクターであるケリー・アズベリーは、フィオナの両親を登場させることで、まったくの新しいストーリー、新しい場所が生まれたと説明している。また、『シュレック2』では、フィオナがなぜ塔に閉じ込められていたのかが明らかになっている。これは、1作目で放棄されたコンセプトを利用して、シリーズを通してフィオナの物語を徐々に明らかにしていくことができると考えたからである。『シュレック2』では、このダマ・フォルチュナのアイデアを復活させ、フィオナとシュレックの結婚を阻む魔法を使う、フィオナの陰険な妖精のゴッドマザーであり、続編の主な悪役として再登場させることにした。

### 声優
フィオナの声を担当したのは、シリーズのメインキャスト3人のうちの1人、アメリカの女優キャメロン・ディアスである。ディアスは、10年以上にわたる映画シリーズの全4作でフィオナの声を担当した。当初、コメディアンで女優のジャニーン・ガラファローが演じる予定だったが、第1作目で解雇され、最終的にはディアスが演じることになった。ガラファローは、何の説明もなく解雇されたと主張し、「（解雇は）私が時々男性のように聞こえるからだと思います」と冗談を言っていた。しかし、フィオナのキャスト変更は、コメディアンのクリス・ファーレイの死に起因していると言われている。彼は当初シュレック役に起用され、制作中に亡くなるまでキャラクターの台詞のほとんどを録音していた。映画史家のジム・ヒルによると、ガラファローの起用理由を「攻撃的で皮肉なコミカルな性格」が、主人公に前向きな姿勢を見せるファーリーの理想的な役柄になると考えたからとしていたが、最終的には、ガラファローは映画の明るいトーンには「落ち込みすぎている」と判断し、ディアスにその役を提供した。「甘い」フィオナが登場したことで、シュレックはより悲観的なキャラクターに成長した。

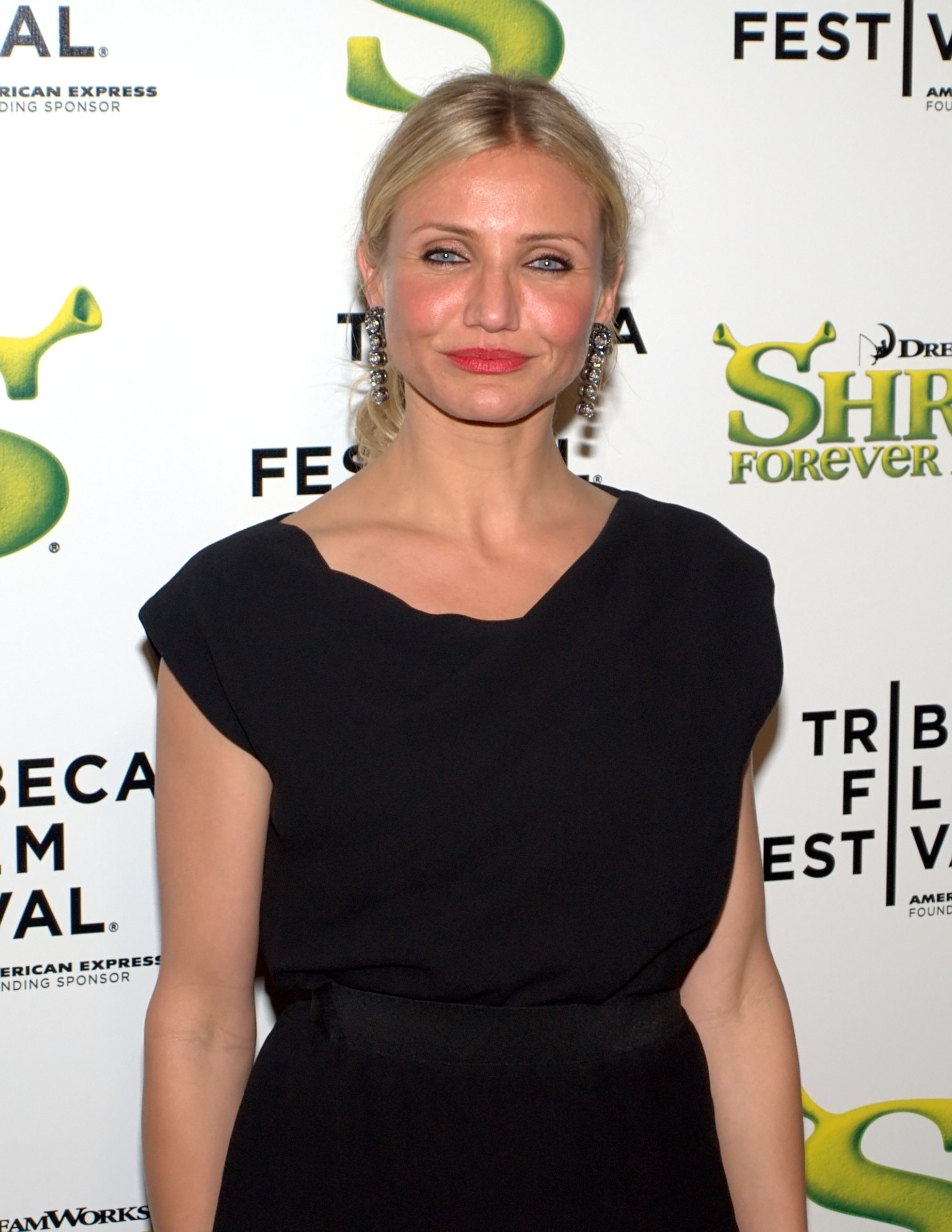
2010年トライベッカ映画祭でのキャメロン・ディアス

フィオナはディアスにとって初めてのアニメーションの役だった。ドリームワークス・アニメーションがディアスを起用した理由として、自分と相手を受け入れることを学ぶオーガと王女の物語を描いた本作は、ポジティブなメッセージが込められた作品であるからとされており、ディアスはマイヤーズ、エディ・マーフィー、ジョン・リスゴーとの共演という点にも惹かれた。ディアスは、自分の役をドラマのように演じるために、脚本が完成する前にほとんどの台詞を録音し、監督のアンドリュー・アダムソンと緊密に協力して、絵コンテができあがる前にシーンを演出した。『シュレック』の前に、ディアスはアクション・コメディ映画『チャーリーズ・エンジェル』に出演しており、この役を演じるためにマーシャル・アーツのトレーニングを受けていた。ディアスは、主人公がムッシュ・フッドとメリーメンと戦うシーンの収録で、身振り手振りを交えながら、時折、広東語を口にするなど、非常に生き生きとした動きをしていた。これは、彼女が武術を得意としていたことが、このシーンに役立ったと言われている。ディアスはレコーディング中にげっぷをしたことがあり、それがフィオナのシーンに書き込まれた。彼女を助けるためのきちんとした脚本がなかったため、シーンによってはアドリブが必要となり、それがレコーディングの最も困難な点となった。彼女が映画の完成したストーリーを見たのは、2年間に渡って断続的にプロジェクトに取り組み、ようやく自分の「キャラクターと彼女が経験してきたこと」を理解した後だった。マイヤーズは、自分がフィオナと対峙しているかのような錯覚に陥るほど、ディアスの役作りに感銘を受け、刺激を受けた。アズベリーは、ディアスがすぐに彼女のキャラクターを完璧に理解したと振り返り、「彼女の声には、強気で自分の欲しいものを正確に把握し、自信を持っているだけでなく、甘い純真さも持ち合わせていて、すべてが完全に信じられるものだった」と説明している。ディアスは、共演者の演技を賞賛しながらも、『シュレック』シリーズを通じて彼らと直接仕事をすることはほとんどなかった。
フィオナを演じたときの「気持ちよさ」を味わったディアスは、プリンセスではなくオーガの声を好んで演じていた。『チャーリーズ・エンジェル』の続編『チャーリーズ・エンジェル フルスロットル』を除けば、ディアスが再び役を演じた唯一のフランチャイズは『シュレック』である。1作目ではフィオナの両親の出自が明らかにされていなかったため、ディアスはアメリカ訛りでフィオナの声を担当した。『シュレック2』で両親であるリリアン王妃とハロルド王の声を、イギリス人俳優のジュリー・アンドリュースとジョン・クリーズが担当することを知ったディアスは、イギリス訛りではなくデフォルトのカリフォルニア訛りで声を当てたことを後悔した。彼女は、自分の演技を振り返ったときに変えたいと思った数少ない点の一つとして、訛りを挙げている。『オタワ・シチズン』の記者であるボブ・トンプソンは、ディアスの矛盾を問題にする評論家はほとんどいないと見ている。しかし、一度に数時間しか作業しないことがあるため、「同時に100％関与しているわけではありませんが、あのキャラクターは私のキャラクターです。私はフィオナにとても独占欲を感じています。実際には存在しないものが、自分の本質を完全に体現しているのを見るのは興味深いことです。変な言い方ですが、他の映画には絶対に出せない何かをこの映画に貸したような気がします」と語っている。ディアスは、「醜い」キャラクターを演じることについてどう思うかという報道陣の質問に対して、フィオナの外見を擁護することが多く、「彼女が大きくて丸いからといって、そのような認識を持たれていることにショックを受けました。彼女の体は、彼女の内面のすべてです。私は、彼女が他のプリンセスとは違うプリンセスであることが大好きです。彼女は他のプリンセスと同じようには見えませんが、同じように愛され、受け入れられています」と答えた。『シュレック3』では、前年に破局した元恋人である歌手のジャスティン・ティンバーレイクと共演した。ティンバーレイクは、彼女のキャラクターのいとこで、亡き父の王位を継ぐアーサー・ペンドラゴンを演じている。『シュレック2』では、フィオナの子供時代の寝室にシャイニング・ナイトという名の若い騎士の写真が飾られており、これがティンバーレイクとの関係を示唆していると考えられている。ディアスは、この映画を見るまでティンバーレイクがカメオ出演していることを知らず、2人がカップルになる前に決まっていたと信じていた。当初、ティンバーレイクはディアスとの交際中にアーサー役に起用されたが、プロデューサーのアーロン・ワーナーは、ティンバーレイクの参加は2人の関係に影響されたものではなく、彼自身の実力とコメディのタイミングで役を獲得したと主張している。2007年5月にロサンゼルスで開催された映画のプレミア上映会は、元夫妻が関係解消後に初めてメディアに登場したイベントだった。監督のマイク・ミッチェルは、『シュレック フォーエバー』からティンバーレイクと彼のキャラクターが消えたことがディアスとティンバーレイクの破局に関係しているというメディアの憶測を否定し、アーサーは、より関連性の高いキャラクターにより多くのスクリーンタイムを割くためだけに書かれたと説明した。
ある映画監督は、ディアスをフランチャイズの「ロック」と表現し、「彼女はこれらの映画に素晴らしい精神をもたらしてくれる」と語った。シリーズ最終作となる『シュレック フォーエバー』の公開後、ディアスは『シュレック』シリーズが数年間にわたって彼女の「安全網」であり続けたことを振り返り、この期間を「1つの作品を終えると、次の2年間は次の作品を作ることになるという10年間」と表現した。「それまでにフィオナが殺されていなければ、『シュレック18』の準備はできているわ」と冗談を言いながら、今後の続編に期待を寄せている。ディアスは、自分が演じたキャラクターとの別れを惜しみ、「数ヶ月以内に次の作品に招待されることを想定していたので、最後まで映画とフィオナのことを当たり前のように考えていた」と語った。この役を「特権と名誉」と考えるディアスは、フィオナは自分が子どもたちに最も認知されている役であると主張しているが、親が声優を明かさずに自分のキャラクターが本当に存在するかのように装うことを好んでおり、しばしば親が真実を暴露するのを防ごうとしている。ディアスは、フィオナが「私のスクリーン上の人格の一部」になっていると説明し、「私がフィオナに自分を重ねるというよりも、彼女が変な形で私に重ねてくるのだと思います。人々が私のことを考えるとき、フィオナのことも考えますが、その逆はありません」と語っている。ディアスは、このキャラクターの声を担当したことで、自分の人気が大きく高まったと考えている。現在開発中であるにもかかわらず、ディアスは第5作で役を再演するかどうかをまだ確認していないが、以前、依頼があれば第5作に復帰すると語っていた。
ディアスは、『シュレック』シリーズへの出演により、2008年までにハリウッドで最も裕福な女優の1人になったと言われている。前作で300万ドルを受け取ったディアスは、『シュレック2』で500万ドルを受け取るように再交渉したが、これは時給に換算すると3万5千ドルになる。彼女は最終的に、役の再演で1,000万ドルから1,500万ドルの収入を得た。『シュレック3』では、利益の大部分を確保したことにより、ディアスは当時の最高額である3,000万ドルの報酬を得た。『シュレック フォーエバー』では1,000万ドルを稼いだ。2010年の『フォーブス』では、ディアスはマイヤーズに次いで、ハリウッドで2番目に収入の高い声優と評価された。映画監督のハーシェル・ゴードン・ルイスは、『サン・センチネル』に寄稿した記事の中で、高額な収入について、「確かに彼女はうまくキャラクターを捉えていた。しかし、もしフィオナ姫の声をキャメロン・ディアス以外の有能な女優が担当していたら、この映画は失敗していたと言えるだろうか」と書いている。女優のホリー・フィールズは、本作でキャラクターの歌声を担当しているほか、ゲームや玩具、CM、テーマパークのアトラクションなどでもキャラクターの声を担当している。フィールズはしばしばディアスの模倣を依頼され、その経験を「最もクールな仕事」のひとつと表現している。

### デザインとアニメーション
フィオナはシリーズの女性主人公であり、シュレックの恋愛対象でもある。『シュレック』は、コンピュータアニメーションで初めて人間を主役にした作品であり、監督であるヴィッキー・ジェンソンは、ヒロインは美しく、かつ説得力のあるものでなければならないと考えていた。エリオットとロッシオは、当初フィオナの怪物的な姿を毛皮のようなものと想定しており、単にシュレックの女性版ではなく、全くユニークなキャラクターに似せたいという思いからだったが、最終的なデザインについては、製作者たちの意見が一致しなかった。様式化されたリアリズムを目指したアニメーターたちは、「人間の形の微妙な違い」に注目し、プラスチックのようなキャラクターにならないように半透明の皮膚を重ねることで、フィオナの顔を最も効果的に強調できることを発見した。これは、人間の皮膚に慣れている人にとっては、特に難しい課題だった。フィオナの肌をより忠実に再現するために、アニメーターたちは皮膚科学の本を読み、さまざまな光源が人間の肌にどのように作用するかを学んだ。ビジュアルエフェクトスーパーバイザーのケン・ビーレンバーグは、まるでディアス自身に照明を当てているかのようにアプローチした。ビーレンバーグは、「夕日が彼女の顔に反射して、お世辞にも美しいとは言えないでしょう。フィオナはコンピュータで作られたプリンセスかもしれないが、悪い面もあるんだ」と冗談を言った。アニメーターは、彼女の肌の深層部にそばかすや暖色系の色を組み合わせて描き、そこに光を当てた。露光量が多すぎるとマネキンのようになってしまうことを知ったため、シェーダーを使って光の層を透過、屈折、再出現させ、その濃度を調整することで、フィオナの希望する輝きを実現した。照明部門は、メイクアップアーティストのパティ・ヨークと相談しながら、フィオナの顔をリアルに演出するためのさまざまなアプローチを学び、100万個以上のポリゴンで構成された髪の毛のアニメーションには、コンピュータグラフィックスソフトウェア「Maya」が使用された。アニメーターたちは、フィオナのデザインが「リアルすぎる」と感じることがあったそう。試写会では、フィオナのハイパー・リアリズムに違和感を覚えて泣いてしまう子どももいたため、不気味の谷現象に悩まされていた。その結果、ドリームワークス・アニメーションはこのキャラクターを、よりアニメらしく、より人間のシミュレーションに近い形で再アニメーション化するように指示した。アニメーターのルシア・モデストは、キャラクターのリアルさが不快になってきたため、チームから「デザインを引っ込めろ」と指示されたと振り返った。その後、フィオナは、映画の中の幻想的なキャラクターに合うように変更された。監修アニメーターのラマン・ホイは、フィオナとシュレックの関係の信憑性を高めたと評価している。フィオナをより「アニメ的な恋愛対象」にするため、アニメーターはフィオナの目を大きくし、肌を滑らかにした。ホイは、フィオナを人間としてアニメーション化させるのは、ミスがあれば一目瞭然のため、より難易度が高いと認めている。フィオナの顔は、アニメーターが納得するまで1年かけて試行錯誤を繰り返し、最終的には、リアルでありながらソフトなフィオナを表現することができた。
監督であるアンドリュー・アダムソンは、フィオナの美しさと親しみやすさを両立させるために、いくつかのユニークなチャレンジを行ったと語っている。例えば、眉毛が目の上で影になっていたり、上向きの唇と大きな目が不気味な印象を与えていた。フィオナの外見は、「シュレックをはじめとするファンタジックなキャラクターの中ではみ出してしまい、メルヘンチックな雰囲気を損なう」ことなく、親しみやすいものにしたかったと語る。アダムソンは、フィオナのアニメーションが最も難しいキャラクターであると考えた。これは、観客が人間の動作や表情に慣れているのに対し、ドンキーのようなしゃべる動物にはそれほど慣れていないためだ。ホイは、フィオナの外見は特定の個人に基づいたものではないと主張する。しかし、アニメーターたちは、ディアスに似せすぎないようにしながらも、収録時にビデオ撮影したディアスの動きやしぐさの要素をフィオナに取り入れ、それを別の顔に描いて、ユニークな新キャラクターを生み出した。ディアスの仕草を参考に、アニメーターはフィオナの表情や反応をリアルにするのではなく、誇張して表現した。例えば、フィオナが目を細めたり、唇を押さえたりしながら誰かの話を聞いている姿は、アニメーション化が難しいにもかかわらず、「今までに見たことのない豊かさがある」とアダムソンは考えている。ディアスはショックを受け、初めて自分の声に合わせてアニメ化されたキャラクターを見て、喜びの声を上げながらスタジオを飛び出した。ディアスは、このキャラクターが自分に似ているとは思わなかったが、フィオナには自分の声に加えて多くのマナーがあり、「想像していたよりもリアルだった」と認識した。とある女優は、「その体験はとても奇妙で、彼女は何か奇妙な姉妹を見ているように感じた」と説明している。フィオナの体は90個の筋肉で構成されているが、モデル全体は900個以上の可動式の筋肉で構成されている。オーガの姿であっても、フィオナはシュレックよりもはるかに小さく、レイアウト監修のニック・ウォーカーは、シュレックがフィオナの頭を丸ごと飲み込むことができると語っている。
長靴を履いた猫の声を担当している俳優のアントニオ・バンデラスは、当初、フィオナの型破りな姿を受け入れることができなかった。バンデラスは、「観客として、彼女がオーガーであることにある種の抵抗を感じた」と説明し、当初は彼女とシュレックが人間として映画を終えることを望んでいたが、最終的にはこのキャラクターの登場と続編の結末を受け入れた。俳優は、理由のない醜さを拒絶することに慣れているため、何人かの観客が「この映画を観察する際にこのプロセスを経た」と考えている。衣装デザイナーのアイシス・マッセンデンは、『シュレック』の1作目と2作目でこのキャラクターの衣装をデザインした。彼女は、当時まだ新しかったコンピューターアニメーションで衣服をアニメーション化するための新しい技術の開発に貢献した。それまでのコンピュータアニメーションでは、衣服は体にぴったりと重なり、わずかなシワがついているだけだったが、この作品ではよりリアルな衣装を目指した。フィオナのベルベットのガウンは、フィオナの体から独立して動くものをイメージしていたため、プロデューサーの一人が、以前から仕事をしていたマッセンデンを採用した。マッセンデンはまず、スカートの4分の1スケールのレプリカを作成した。ガウンのボリューム、膨らみ、そしてキャラクターの体のどこに位置するかを決めるために、衣装デザイナーはパタンナーとデザイナーの両方と協力した。模様や縫い目にラベルを付けてアニメーターに送り、コンピューター上でイメージを再現してもらった。フィオナのドレスは、伝統的な中世の服のような流れるような長い袖ではなく、タイトな袖にしたのは、アニメーターにとって難しかったためだ。『シュレック』とは異なり、『シュレック2』ではフィオナは何度も衣装替えをしている。続編では、フィオナのオーガと人間の両方の姿が、同じ緑色のドレスを着ている。両方の姿が同じ服を着ても同じように美しく見えるように、マッセンデンはドレスのウエストラインを下げ、1作目で着ていた衣装よりも中世的な外観にした。フィオナの最初の衣装はライラック色のドレスで、マッセンデンは「沼地に住んでいたため、有機的で質感がある」ようにデザインした。映画の終盤では、衣装デザイナーが見つけた1958年のドレスの画像からヒントを得て、ラインストーンがあしらわれた白いボールガウンに着替えている。
フィオナがムッシュ・フッドとメリーメンを一人で倒すシーンは、『マトリックス』で人気を博したスローモーションの特殊効果や、ディアス自身が出演した『チャーリーズ・エンジェル』を参考にしている。DVDの特典映像では、フィオナが映画の中で自分でスタントを演じたことを説明し、カンフーは『チャーリーズ・エンジェル』を参考にしたと主張している。『マトリックス』への言及は、いずれ映画を古くしてしまうのではないかという懸念があったが、ロッシオは、このギャグは単なる模倣ではなくパロディであるため、面白いままであると考えている。『シュレック2』の冒頭でフィオナが暴徒を倒す場面でも、同様の言及がなされている。この複雑なシークエンスでは、アニメーターは強力なデータプロセッサーを使用して、コンピューターで生成された何百万もの画像を保存し、操作している。モデストは、『シュレック3』のフィオナとシュレックのキャラクターモデルを新たに作成したほか、新しいソフトウェアとサーバーを導入し、王女の髪の毛一本一本のアニメーションを1作目の制作時よりも大幅に高速化した。『シュレック フォーエバー』の別世界では、歌手のジャニス・ジョプリンにヒントを得て、キャラクターが初めて髪を解いている。コストがかかるため、フィオナの新しいヘアスタイルはまずドリームワークスの承認を得る必要があり、ミッチェルはこのプロセスを「弁護士のように準備をする」と表現した。ミッチェルは、観客が長い髪に慣れ親しんでいることから、正しくレンダリングすることに特にこだわっていたため、デザインの見直しには、20人のアニメーターが1本1本アニメーションする必要があり、困難でコストのかかる作業だった。あるグループは、フィオナの髪の毛をセットアップすることを特に任された。ダリングラントは、映画全体を「流れてカスケード」し、フィオナの解放された個性を強化するため、「プロセスを最適化し、何度も何度もショットを重ねることができた」と考えている。

### 人物像
ロッシオによると、第1作の4人の主要キャラクターは、自尊心の概念と適切または不適切な自己評価に対する適切または不適切な反応を軸に書かれており、フィオナは「自分には何か正しくないところがある」と考えているために、他人からの評価を求めていると説明している。アダムソンは、このキャラクターの主な問題は、固定観念や「おとぎ話に代表されるように、ある格好をして、ある行動をして、正しいドレスとスリッパを履いていれば、ハンサムな男性がやってくる」という考えに従うことにあると述べ、これはロマンスを見つけるための非現実的で不健康なアプローチであると断じた。ディアスは、フィオナが本当の自分になるのは、塔から解放されて、王子様が自分が期待していた人とは違うことに気づいてからだと言う。
フィオナが鳥とデュエットするシーンでは、鳥はフィオナが高音を歌うと爆発し、その卵を焼いて朝食にするが、これはアダムソンが王女に対する「人々の期待をからかっている」と説明した『シンデレラ』などのディズニー童話のパロディであると考えられる。ディアスは、フィオナが塔から解放された瞬間に、子供たちが抱いていたプリンセキャラクターのイメージを「打ち砕いた」と考えている。フィオナは常に自分で自由になれる能力を持っていたのに、「おとぎ話のルールに従った」という理由だけで塔に残ることを選んだのだと説明している。続編でディアスは、フィオナについて「チャーミングな王子様の話をしてくれた人たちから、物理的にも金銭的にもすべてを手に入れなければならないというプレッシャーがある」と説明し『ごめんなさい、でも私にはそんなものは必要ないの』と言う。彼女に必要なのは、自分を愛し、自分を受け入れてくれるこの男性だけなのだ。ディアスは、自分が演じるキャラクターが若い女の子にとって力強く前向きな手本になると考えており、「彼女は誰かに頼って助けてもらうことはありません。彼女は自分で塔から抜け出すことができる」「シュレックを助けてくれる人ではなく、パートナーとして引き受ける」と説明している。自分がオーガであることを受け入れた瞬間が、最も力を得た瞬間であり、「人としての進化の最大の山場」であると考えている。
ディアスは、フィオナを「この変なキャラクターたちを支えているアンカー」と考え、コメディのストレートマンと位置づけている。「口うるさい女性は嫌い」と語るディアスは、フィオナが「口うるさくなく」、シュレックが結婚してから受けている困難な変化をもっと思いやり、理解してくれればと思うこともあった。『シュレック3』の制作中、ディアスは映画制作者がフィオナをより口うるさくしていることを指摘し、「彼女が結婚したからといって、口うるさくなる必要はありません」と説明して、そのトーンを下げるように要求した。これは、ディアスがフィオナについて調整してほしいと頼んだ数少ないことの一つである。『シュレック フォーエバー』 の別世界では、フィオナは自力で塔から脱出し、その後、オーガの軍隊のリーダーとして戦士になる。このことについて、ディアスは、フィオナのキャラクターは「これまでの映画の中で常に愛の戦士だった彼女が、努力し戦ってきたのは、自分自身への愛、そしてシュレックや家族、友人への愛なのです」と述べ、フィオナにより力を与えるアプローチであると評価している。ディアスは、4作目のトーンにより、フィオナの責任がより明確になったと結論づけ、本作では「自分が信じるもののために戦っている」と考えている。

## キャラクターとテーマ
『サン・センチネル』のトッド・アンソニーは、『シュレック』を典型的なおとぎ話に似せているいくつかの要素のうち、最初にフィオナを挙げている。ファーニスは、フィオナのキャラクターの特徴として、自分のアイデンティティや外見に対する不安に悩まされ、最終的に「いわゆる醜い身体表現をしている自分を受け入れる」という点を挙げ、「真の醜さの限界を超えている」のではなく、単に「かわいい」と表現している。プラグインのボブ・ワリシェフスキは、フィオナが「おとぎ話のようなロマンチシズムの慣習を鵜呑みにしている」と考え、「愛や結婚に対する彼女の歪んだ視点は、アガペーの愛や人間関係における霊的な見極めを損なう」と書いている。同様に、『TVガイド』の映画評論家であるフランク・ラブースは、フィオナを「美しくて強情なプリンセス」と表現し、真実の愛について考える時間が多すぎるとしている。『ボルチモア・サン』の映画評論家マイケル・スラゴウも、このキャラクターが「おとぎ話のプリンセスのように扱われることに執着している」ため、結果的に現実に対する考え方が不安定になっていると指摘している。フィオナは、助けてくれた人が王子様ではないと知って最初はがっかりするが、彼女の期待は「自己嫌悪の儀式」に基づいている。ファーニスは、フィオナの物語は、プリンセスが常に「恐ろしい運命」から騎士に救われるというディズニー映画をターゲットにしていると考えている。しかし、フィオナは伝統的なプリンセスのように振舞おうと努力しているにもかかわらず、すぐに伝統的ではないプリンセスであることが証明されてしまう。その証拠に、フィオナは戦闘能力が高く、野生動物を食べることもあり、自然にお腹が出てしまうという特徴がある。
『Animated Films - Virgin Film』の著者であるジェームズ・クラークは、フィオナを「自分を救ってくれる魅力的な王子様という概念に恋しながらも、タフな話し方とタフな演技をする、古いタイプのヒロインと新しいタイプのヒロインの両方」と表現した。フィオナは長身で細身という伝統的なプリンセスの特徴を持っているが、シュレックも観客も、フィオナは違う存在であり、プリンセスは「絵本の台本に従っている」だけだとすぐに納得する。『シドニー・モーニング・ヘラルド』のポール・バーンズは、1作目で描かれたフィオナが「下半身を蹴るヒロイン」に似ていることから、「性別の役割がどのように変化したかを感じさせる」と書いている。『ニューズデイ』のジョン・アンダーソンは、フィオナの特徴として、「自分の身の回りのことは自分でできる。彼女は古典的なロマンスを待っていただけなのだ」と述べている。映画の中でシュレックは、フィオナがお腹を出した時点でその違いに気づくが、著者のジョニー・アンガーによれば、「彼女が典型的なおとぎ話のお姫様ではないこともすぐにわかる」と述べた。『ニューヨーク・プレス』によると、シュレックは「オーガがヒロインに恋をするのは、従来の美貌ではなく、美貌にもかかわらずフィオナの痩せた金髪の人間の表面を見て、その下にある腹を出して虫を食べるオーガを見る」ことを強調している。UPI通信社に寄稿したジャーナリストのスティーブ・セイラーも同様に、「フィオナは、腹を下したり、ブロードウェイのコーラスボーイのように振る舞うロビン・フッドのメリーメンを『マトリックス』風のクールなカンフーで打ち負かしたり、幸せの青い鳥の卵を朝食に料理したりすることで、シュレックのハートを射止める」と書いている。エリオットは、フィオナのストーリーは「外見に関する態度が社会に実際に浸透していること」を探っていると考えており、フィオナには特に自尊心の欠如というテーマがあると指摘している。映画評論家のエマニュエル・レヴィは、「フィオナは二面性を持っている」と語り、「セクシーで、意見が強く、気性が荒い」キャラクターから、「自分の秘密が明かされる」と仲間外れにされ、その後、シュレックと親しくなっていく。ニューヨーク・プレスの映画評論家であるマット・ゾラー・サイツは、フィオナがこの映画の「自分ではない何かのために生きている」人々にまつわる比喩を「全く別のレベル」にまで高めているとし、「最初は、髪を下ろして荒くれ者と付き合うことを厭わない、標準的なプリンセスだと思うだろう」と説明し、「現代のディズニー・ヒロイン」と表現している。また、シッツはフィオナとシュレックの関係に「異人種的なニュアンス」を感じていた。
『ポップマターズ』の寄稿者であるエバン・ソーディは、『シュレック』ではフィオナが受け入れられるように使われており、特に「自分の本当の姿がオーガであることを知った」時には、悲しみを感じていないと書いている。フィオナは、「自分が好きなもの、信じているものを、喜んで戦い、守り抜くだろう」と考えたディアスは、フィオナを「みんながくっついているアンカー」と位置づけ、シュレックが指導を仰ぐのは、フィオナ自身が力を持っていなければできないことだと考えた。キャラクターの成長と進化について、ディアスは、「物語のような生活」の中で育ったにもかかわらず、フィオナは最終的に「自分の王子様は自分が思っていたようなパッケージではなかった」という事実を受け入れるようになったと振り返っている。彼女はシュレックに忍耐を持ち、彼のことを受け入れることを学んだ。このように、アダムソンはフィオナを若い女の子にとって「力を与えてくれるキャラクター」だと考えている。シュレックはファークアードとは違い、自分の意見を言い、自分を守ってくれるフィオナを尊敬している。フィオナが最後にオーガに永久に変身するシークエンスは、ディズニー映画『美女と野獣』で野獣が人間に変身する際に、フィオナが「真の愛の真の姿」が実はオーガであることに気づくことをパロディ化し、批判したものと考えられる。小説家で映画評論家のジェフリー・オーバーストリートは、「フィオナ姫が本物ではなく華やかな時に受け入れるのは、社会の破滅の一端である」と考えた。映画評論家のロジャー・イーバートは、ファルクアードの花嫁候補の中で、フィオナは「ディズニー・アニメーションでタイトルロールを担当していない唯一のお姫様」と評しているが、これは「ドリームワークスのパートナーであるジェフリー・カッツェンバーグが、ディズニーからの苦渋の離脱以来、養ってきた感情に触発されたものである」と考えている。
映画評論家のステファニー・ザカレクは、Salon.comのレビューで、フィオナには「頬と胸の上に2つの小さなそばかすのような美点がある」と述べ、それを「彼女の人間としての真正性の象徴であると同時に、彼女のクリエイターが残した工場のトレードマークのようなものでもある」と解釈している。『グローブ・アンド・メール』のリック・グルーンは、フィオナが「キャメロン・ディアスの体を再現しているようだ」と評し、「レトロな鼻、豊かな曲線、スクープネックのフロックを着て低くかがむたびに広がる胸の谷間を持つ、キュートなブルネット」と表現している。フィオナは、徒手格闘や武術に長けている。『ニューヨーク・タイムズ』のジャーナリスト、A.J.ジェイコブスは、フィオナのカンフーの腕前は俳優のブルース・リーに匹敵すると書いており、その能力は母親のリリアン王妃から受け継いだものだと説明している。美術館の学芸員であるサラ・タットンは、フィオナをタフで賢いと評し、愛の対象であるにもかかわらず、「典型的な脇役ではない」「フィオナ姫が美の概念を覆すからといって、美が重要でないということではありません。それは、この映画が美を陳腐なものとして捉えていないということです」と述べている。3作目では、フィオナが、本来「受け身の立場になりがち」なクラシック・プリンセスたちに、王子の救出を待つのではなく、チャーミング王子に王国を乗っ取られた際に、自ら立ち上がることを教えながら、アクション・ヒロインに仕立て上げていく。批評家の中には、この瞬間を、ガールパワーや女性のエンパワーメント、そして「チャーリーズ・エンジェル」を参考にしていると考える人もいた。ディアスは、この作品と彼女のキャラクターは、古典的なおとぎ話のキャラクターの良いところを残しつつ、現代的なウィットやスタイル、関連性を吹き込んだものだと考えている。ディアスは「私たちは彼女たちを愛していますが、今は全く新しい人生を歩んでいます。以前は忘れ去られていたのに、現在の文化、ポップカルチャーの中に再び存在することができるのです。これは、彼女たちを祝福するためのものです。これは彼女たちの祝福であり、再生なのです」と述べている。さらにディアスは、プリンセスの独立性が女性と男性の両方にとってポジティブなメッセージであると考えており、「すべての人へのメッセージであり、自分の人生に積極的でなければならない」と解釈している。ミラーは、「彼女は体全体を使うことができ、とても適応力があります」と述べ、フィオナの武道家としてのスキルが、母親としての適応に自然と役立つと考えている。

## 出演

### 映画シリーズ
フィオナは『シュレック』に登場し、ファークアード卿に選ばれた花嫁として登場する。ファークアード卿は、自分がデュロックの王になるためだけに結婚させようとする。シュレックとドンキーは、自分の沼の所有権を取り戻すために、ドラゴンに守られた塔からフィオナを取り戻し、ファークアードに引き渡すことに同意する。無事に救出されたフィオナだったが、シュレックが騎士ではなくオーガであることを知って落胆し、デュロックに戻る旅の初めにはシュレックに冷たく当たってしまう。しかし、シュレックが「自分は外見で判断されることが多い」と説明しているのを聞いて態度を改め、2人は次第に仲間意識を持つようになり、フィオナはシュレックに恋心を抱くようになる。ある日の夜遅く、ドンキーはフィオナが毎晩オーガに変身する魔法にかかっていることを知り、次の日没までにファルクアードとキスをして魔法を解きたいと願う。翌朝、ついにシュレックに真実を告げる決心をした彼女は、ドンキーとの会話の一部を耳にして誤解したシュレックが、すでにファークアードを呼び寄せて彼女をデュロックに連れて行っていることを知る。王女とオーガは別れ、フィオナはファルクアードと一緒にデュロックに戻り、シュレックは一人で自分の沼地に戻る。シュレックとドンキーはフィオナとファークアードの結婚式を妨害し、シュレックはフィオナへの愛を告白する。太陽が沈む中、フィオナは初めてシュレックの前でオーガに変身し、ファルクアードは彼女を永遠に塔に閉じ込めると脅す。しかし、かつてフィオナを幽閉していたドラゴンがファルクアードを食べてしまい、彼は死んでしまう。フィオナはついにシュレックに告白し、シュレックとキスをすると、ずっとオーガの姿のままで、2匹のオーガは結婚する。
『シュレック2』では、フィオナとシュレックが新婚旅行から帰ってくると、フィオナの両親が二人の結婚を祝福するために「遠い遠い国」に招待してくれることになっていた。シュレックは義理の両親に会うことに不安を覚えるが、フィオナはどうしても会いたいと言う。フィオナの両親であるハロルド王とリリアン王妃は、娘がオーガと結婚したことに驚き、ハロルド王は義理の息子に対して特に冷たい態度をとり、それがフィオナとシュレックの関係を悪化させる。涙を流したフィオナは、思わずフェアリー・ゴッドマザーを呼び出してしまう。フェアリー・ゴッドマザーは、王女が自分の息子であるチャーミング王子以外の人物と結婚したことを知り、ハロルドと共謀してシュレックを殺し、フィオナを騙して当初の契約通りにチャーミング王子と恋に落ちさせることにする。フィオナは、シュレックが自分と真実の愛の両方を美しく変える薬を飲むと、一時的に人間の姿に戻るが、シュレックは真夜中までにフィオナからキスをしてもらわないと、魔法が元に戻ってしまう。しかし、シュレックが薬を盗んだフェアリー・ゴッドマザーが、チャーミングをシュレックの人間の姿だとフィオナに信じ込ませる。しかし、フィオナはチャーミングが自分の夫だと思い込んでいることに腹を立て、フェアリー・ゴッドマザーはシュレックを監禁し、ハロルドにフィオナにチャーミングと最初にキスした相手と恋に落ちるようにする薬を飲ませるように要求する。しかし、王様はフィオナがいかに不幸になったかを見て拒否し、フェアリー・ゴッドマザーの計画を阻止する。フェアリー・ゴッドマザーとチャーミングは、フィオナとシュレックとその仲間たちによって倒される。シュレックはフィオナにキスをして永遠に人間のままでいようと提案するが、フィオナはそれを拒否し、むしろ恋に落ちて結婚したオーガと永遠に過ごしたいと主張し、彼らはオーガに戻ってしまう。
『シュレック3』では、ハロルドが病気の間、フィオナとシュレックが遠い遠い国の女王と王を演じる役割を担う。ハロルドが亡くなると シュレックは不本意ながらハロルドの次の王位に就くことになるが、王になるとフィオナと一緒に沼地に帰れなくなるため辞退する。適当な後継者を探すために、シュレックはフィオナのいとこであるアーサー・ペンドラゴンを勧誘し、王位に就くように説得することにした。シュレックが旅立つ前に、ついにフィオナが妊娠していることを明かし、シュレックは父親としての自覚を持つことを余儀なくされる。シュレック、ドンキー、プスがアーサーを誘うためにキャメロットに行く一方で、フィオナは「遠い遠い国」に残り、プリンセスの友人であるラプンツェル、白雪姫、眠れる森の美女、シンデレラ、そして義姉のドリスが彼女のためにベビーシャワーを開く。シャワーを浴びているところに、チャーミング王子が現れ、シュレックに王国とフィオナを奪われたことを恨んでいる。チャーミングは、遠い遠い国の王になるために、侵略を計画する。フィオナは救出されるのを待つのではなく、自由になって反撃するように王女たちに勧める。地下牢を脱出したフィオナ、リリアン、そして王女たち（チャーミングと結婚するために裏切ったラプンツェルは別として）は、自分たちと王国を守るためにレジスタンスを組織する。アーティは悪役たちを説得するために演説をして、真っ向勝負を挑む。結局、フィオナとシュレックは沼地に戻り、フィオナはフェリシア、ファーガス、ファークルというオーガの三つ子を出産する。
『シュレック フォーエバー』では、1作目の出来事の中で、フィオナの両親がルンペルシュティルツキンに王国を奪われそうになり、娘の自由と引き換えに王国を譲り受けようとしていたが、フィオナがシュレックに助けられ、恋に落ちたことで、彼の計画は阻止されたことが明らかになっている。フィオナは、父親になって平凡な繰り返しの生活に不満を感じていたシュレックに、子供の誕生日に怒ってしまったことを相談する。2人の激しい口論から、シュレックはフィオナを塔から助けなければよかったと言い、フィオナは傷つく。シュレックがルンペルシュティルツキンと契約すると、1日だけ自分が生まれなかった別の現実に連れて行かれる。ここでは、ルンペルシュティルツキンがフィオナの両親を騙して、遠い遠い国を支配して権力を握っている。シュレックがフィオナを塔から解放しなかったため、自力で脱出したフィオナは、昼は人間、夜はオーガという魔女の呪縛から逃れられず、その後、オーガのレジスタンス集団のリーダーとなっている。シュレックは当初、フィオナとの関係がまだそこに存在していると信じていたが、彼女が自分を認識していないことから、自分がいる現実は自分のものではなく、ルンペルシュティルツキンが現実を変えて、今まで自分が存在しなかったかのようにしているのだと、ようやく完全に受け入れる。フィオナは、長年の独房生活で心に傷を負ったまま塔から救出されなかったため、今でも心優しく思いやりのある人物だが、真の愛の力については苦い皮肉と幻滅を感じている。シュレックが自分と一緒に修行するようになって再び恋心を抱くようになるが、それでもキスはしない（好感を持ち始めただけ）。しかし、フィオナは他のオーガたちと一緒にルンペルシュティルツキンを倒すために出発し、シュレックに対する態度が変わっていく。日中、シュレックは、フィオナから真の愛のキスを受けることができれば、抜け道で取引が否定されることに気づく。失敗した後、フィオナの呪いが解けたことで彼が成功したことに気づく。タイムラインは正常に戻り、シュレックは皆に暴言を吐く前の子供たちの誕生日パーティーに戻り、フィオナを温かく迎え入れるのだった。

### テレビの特番や短編
フィオナは、ホリデーシーズンをテーマにしたテレビ番組『シュレックの愉快なクリスマス』と『シュレック 怖がりやは誰だ』に出演している。短編アニメーション『シュレック・カラオケ・ダンス・パーティ』は、『シュレック』のホームビデオに収録されており、映画のキャラクターたちが有名な曲のカバーを披露している。その中でフィオナは、マドンナの曲「ライク・ア・ヴァージン」を歌っている。フィオナは、様々なアミューズメントパークやテーマパークで上映されていた4D映画「シュレック4-Dアドベンチャー」に登場する。後に、ホームビデオやストリーミングサービスのリリース時に『シュレック3-Dとファークアード卿の亡霊』と改名された。この作品では、フィオナとシュレックの新婚旅行の計画が、ファルクアード卿の亡霊によって中断される。ファルクアード卿はフィオナを誘拐し、王女を殺して死後の世界で彼女の亡霊と再婚することを企んでいる。シュレックとドンキーは、ドラゴンの助けを借りて、彼女を救出しようとファークアードを追う。フィオナは短編映画「Far, Far Away Idol」に出演しています。この映画は、リアリティテレビの歌唱コンテスト『アメリカン・アイドル』のパロディで、『シュレック2』のホームビデオのボーナス映像として収録されている。フィオナはまず、シュレックやアニメ版アメリカン・アイドルの審査員サイモン・コーウェルと一緒に審査員を務め、他のキャラクターのパフォーマンスにフィードバックを与え、最終的にはザ・ロマンティックスの「What I Like About You」をシュレックとデュエットする。

### 舞台
フィオナは、2008年から2010年にかけてブロードウェイ・シアターで上演された本作のミュージカルに出演した。この役を演じたのは女優のサットン・フォスターで、彼女は初演の3年前に作曲家のジーイーン・テオーリと監督のジェイソン・ムーアからこのプロジェクトを知り、参加していた。彼女は、初めてお姫様を演じるというアイデアに惹かれ、「楽しい」と感じた。また、作詞家・作曲家のデヴィッド・リンゼイ＝アベアーとコラボレーションする機会にも恵まれた。女優のキートン・ウィテカーとマリッサ・オドネルは、若い頃のフィオナを演じた。制作前、フォスターはフィオナについて、「少し双極性障害があるが、それは当然のこと」であり、「私たち誰もがそうであるように、世界がどのように機能するかという考えを持って成長してきた」一方で、おとぎ話に囲まれ、それを模倣しようとする非典型的なプリンセスであると述べていた。フォスターは、フィオナが完璧であろうとしているにもかかわらず、常に自分の「内なる鬼」と闘っていると考えている。また、「彼女が言われてきたことは、一定の外見と行動をしなければならないということだが、内面のすべてが彼女に違うことを伝えている」と語っている。フィオナは「ちゃんとしたお姫様」に憧れているが、フォスターは自分のことを「どちらかというとおてんば娘」と言っており、フィオナの体は彼女の願望と矛盾している。「おならやげっぷをし始めると、彼女は本当に素晴らしい時間を過ごすんです！彼女がオーガやシュレックと一緒に楽しむことに自分自身を見出していることが、私はとても好きです。そして、彼女が下品なものを通して彼と恋に落ちることが大好きなのです」。フォスターは、「本当に葛藤するキャラクターを演じるのは楽しいし、ゲップやオナラをして、おバカなことをするお姫様になるのも楽しい」と感じていた。フォスターは、トニー賞 ミュージカル主演女優賞にノミネートされた。ミュージカル化のファンであるにもかかわらず、ディアスは自分の役を舞台で再現するつもりはないと述べている。

## 評価

### 批判的な反応
初期のプレス上映では、批評家たちはフィオナの青い鳥のシーンで大笑いするほど面白がっていた。『ニューズウィーク』のデビッド・アンセンは、このシークエンスが常に「観客を歓喜の渦に巻き込む」と報じている。『タイム』の映画評論家リチャード・シッケルは、フィオナを「素晴らしいキャラクター」と評し、ムッシュ・フッドとの対決を強調している。同様に、『ニューヨーク・ポスト』の映画評論家ルー・ルーメニックは、フィオナがムッシュ・フッドや青い鳥と出会うのは、巧妙で楽しい「長い歴史を持つディズニーの名作の送り火」であると指摘している。『イースト・ベイ・エクスプレス』のケリー・ヴァンスは、「ディアスのヴォーカルを武器にして、フィオナは、人間の女優が演じるよりも、より魅力的で、より弱々しく、より元気で、より繊細である」と語っている。映画評論家のエマニュエル・レヴィは、シュレックがフィオナの恩恵を受けていると考え、「ディアスは『チャーリーズ・エンジェル』で身につけたスキルをうまく応用している」と書いている。『Hollywood.com』のロバート・シムズは、「フィオナはチャーリーズ・エンジェルにロマンスとサバイバル・スキルのレッスンを教えることができる」とジョークを飛ばしている。『ハートフォード・クーラント』のマルコム・ジョンソンは、フィオナを「本物のスターのように美しくシェイプアップされていながら、『マトリックス』のワイヤーワークを超えた動きができる驚異」と称賛している。また「フィオナの頭の回転、視線、口の動きのすべてが、キャラクター・アニメーションを新たな高みへと導いてくれる」と続けた。同様に、『ロンドン・イブニング・スタンダード』は、「フィオナ姫の鮮やかな髪の毛、ベルベットのローブの液状化の流れ、肌の色までもが、有機的な根、糸、細胞の感触を持っている」と書いている。『スラント・マガジン』のエド・ゴンザレスは、フィオナの自己嫌悪との闘いが本作の最大の特徴であると指摘している。『エンターテインメント・ウィークリー』の映画評論家であるリサ・シュワルツバウムは、『シュレック3』のレビューで、フィオナのことを「ものすごく機知に富んでいる」と評し、彼女がお姫様の友人たちを自立した女性に生まれ変わらせた瞬間を、この映画の唯一の「クールな出来事」としている。
また、ディアスは声優としても注目されている。『ワシントン・ポスト』の映画評論家デッソン・ハウは、ディアスの演技が「面白くて、土臭いお姫様」を提供していると書いている。『GamesRadar+』は、フィオナについて、「映画のストーリー仕立てのスタイルとフォトリアリスティックな説得力の間に心地よく収まっている」とし、ディアスの演技については、「彼女のゲーム的な笑いの評判を高めている」と述べている。『OregonLive.com』のキム・モーガンは、「ディアスのスイートでタフな性格は、CGで描かれた美しさの中にも光を放っている」と述べ、彼女の弱さが財産であることを指摘している。『デイリー・テレグラフ』の映画評論家アンドリュー・オヘーガンは、ディアスがフィオナに「現代の8歳児が好感を持つような気楽な声の小ささ」を吹き込んでいると考えており、『デゼレット・ニュース』のジェフ・バイスは、ディアスは単に「可愛いだけの顔」ではないと書いている。『ヒューストン・クロニクル』のブルース・ウェストブルックは、ディアスを「チャーリーズ・エンジェル」の役柄に似合うような驚きのパンチを備えており、「最近のヒロインの元気さ」を改善したと評している。ターナー・クラシック・ムービーズは、ディアスの演技が「若いファンの大群」を獲得したと考えている。この意見にはTVガイドも同意している。第4作をレビューした『ポップマターズ』のシンシア・フックスは、このプリンセスを「いつも少なくとも少しは素晴らしく、忍耐強く、賢い」と評し、フィオナが本当に感謝されるパラレルワールドを発見することを願っていることを発見した。
肯定的な評価ばかりではない。オールムービーのデレク・アームストロングは、フィオナの戦闘シーンは不要だとし、魅力的なビジュアルにもかかわらず、「物事が散漫に感じられる」と書いている。CNNの記者であるポール・タタラは、フィオナを「当たり障りのない人物」「登場人物の中で唯一のミスマッチ」と酷評している。多田羅は、プリンセスのデザインについて、「憑依したバービー人形のような不気味な雰囲気を醸し出している」「ディアスのカリフォルニアガール風の読み方は、単にキャラクターに合っていない」と批判した。同様に、シカゴ・トリビューンのマーク・カロは、フィオナのデザインが一般的でバービー人形のようだとしながらも、これらの特徴が映画のプロットやテーマに貢献していることを認めている。インデペンデントのアンソニー・クインは、フィオナのリアルさに特に問題があるとし、アニメーターは単純に「キャメロン・ディアスに声だけでなく、彼女を演じるように依頼すべきだった」と指摘している。同様に、『ザ・ニューヨーカー』の映画評論家アンソニー・レインは、このキャラクターがあまりにもリアルすぎると感じ、「私が望んでいないのは、フィオナ姫を見つめて、キャメロン・ディアスに似ていると思われることだ」と書いている。『ガーディアン』の映画評論家ピーター・ブラッドショーは、フィオナをはじめとする本作の人間キャラクターを「がっかりするほど平凡な見た目で表現力がない」と切り捨て、クレイアニメと比較している。一方、『ニューヨーク・マガジン』のピーター・ライナーは、フィオナのような人間キャラクターは「面白みに欠ける」と同意している。『LAウィークリー』のポール・マルコムは、ディアスの演技を「絶望的にフラット」と評している。『ジ・エイジ』のフィリッパ・ホーカーは、フィオナがハロルドの後継者になることで、第3作にメリットがあると考え、彼女を「おざなりな女子力シナリオ」に追いやることに反対している。

### フェミニストの分析
一部のメディアでは、フィオナをフェミニストのアイコンとして評価している。登場したフィオナは、ほとんどの批評家から「お姫様の神話に過激な新風を吹き込んだ」と評価された。フィオナは、一般的なプリンセス像を覆すことで、メディアで広く取り上げられ続けている。『WIRED』の寄稿者であるクラウディア・プーチは、第1作が「フィオナのおかげで女の子に素晴らしい肯定的なメッセージを与えている」と感じている。『Pretty 52』に寄稿したジャック・リアは、フィオナが武道に長けていることから「フェミニズムの目標」と表現している。アフィニティ・マガジンの寄稿者であるイザベル・トヴァールは、フィオナがムッシュ・フッドを倒す瞬間を「女性のエンパワーメント」とし、「フィオナは初日からフェミニストの女王だ」と信じている。『オデッセイ』のテレサ・ブリッキーは、フィオナが家父長制に対抗するために、「自分の体を受け入れ、誰を愛し、自分のことをする権利を求めて戦った」と述べている。CBC.caのレイチェル・ギーゼは、『シュレック フォーエバー』のレビューで、キャラクターが「少女の力で戦士のお姫様になった」ことが、この作品の最も愛らしい変化のひとつであると述べている。『ザ・ウィーク』のエミリー・シャイアは、フィオナを「映画にもっと必要なフェミニストのアクションヒーロー」と位置づけ、「自分の醜い部分を受け入れながら、自分や愛する人を救う」強いヒロインであると表現している。シャイアは、『ハンガー・ゲーム』のカットニス・エヴァディーンやスーパーヒロインのワンダーウーマンよりもフィオナがいいとも言っていた。シュライバー・レポートのアリソン・マロニーも、シャイアの思いに共感した。ファラゴのライターであるフェリシティ・スリーマンは、「フィオナは、受動的なお姫様像の誤解を完全に解き放ってくれる」と考えており、「一般的には男性的と考えられる方法で、自分のために立ち上がり、戦うことができる」強い女性キャラクターであると述べている。スリーマンは、フィオナの個性の中でも最も重要な要素の一つとして、「映画は、典型的な女性らしさとされる彼女の資質を無視したり、低下させたりすることはありません」と述べ、彼女の外見上の葛藤については、「多くの女の子が社会から一定の美の基準を守るように圧力をかけられていることを提示するという意味で、重要な意味を持っています」と詳しく説明している。スリーマンは、「女性キャラクターが美しさによって定義される二次的なキャラクターとして描かれることが多い業界において、フィオナは、女性らしさと強さを兼ね備えた、本物の女性を代表する様々な特徴を持った総合的なキャラクターです。フィオナは、女性らしさと強さを兼ね備えた、本物の女性の特徴を折衷した総合的なキャラクターです」と述べている。『デイリー・エッジ』のライターであるレイチェル・オニールは、フィオナを「自分の意見を述べることができる、初めての悪いお姫様」と位置づけ、「フィオナのように人魚を投げ飛ばすことができる人はいない」と冗談を言っている。
2008年、BBCニュース・オンラインはフィオナを「次のフェミニストアイコン」と称し、「オーガに変身した後も、ある種のセックスアピールを持ち続けており、21世紀の女性に対する態度の変化を見事に表現している」と評価した。ハフポストの寄稿者であるヘイリー・クリッシャーは、フィオナを「型にはまらない」プリンセスの稀有な例として挙げている。『Babe.net』のアイオナ・タイトラーは、幼少期のフェミニストキャラクターの中で「今の自分を作ってくれた人」としてフィオナを挙げている。タイトラーは、フィオナの自立性を称賛し、「オーガであることに伴う社会的な偏見を乗り越え」「自分の肌に馴染んでいく」と述べている。オーストラリア映像博物館のドリームワークス展のキュレーターであるサラ・タットンは、フィオナを「無力なお姫様の型を崩した」と評価し、現代のフェミニストとして挙げている。タットンはまた、このキャラクターが「美しいお姫様であることの意味を完全に覆す」と述べている。フォーブスの寄稿者であるダニ・ディ・プラシドは、フィオナが型破りで反抗的な戦士のお姫様の特徴を、映画やテレビで定番化する数年前に体現していたと考えている。同様に、英国映画協会のソー・メイヤーは、ディズニー映画『メリダとおそろしの森』のメリダや『アナと雪の女王』のエルサなどのヒロインは、いずれもフィオナに比べて「遅れて登場した」と記し、「3部作の間に、彼女は荒野をさまよい、ファークアード卿を断って、投獄されても生き延び、人間でいるよりもオーガでいる方が好きだと決心し、おとぎ話のお姫様たちで構成されるレジスタンスを組織した」と振り返っている。さらに、「Female Action Heroes A Guide to Women in Comics, Video Games, Film, and Television」の著者であるグラディス・L・ナイトは、フィオナが中世の女性がスクリーン上で描かれる方法に挑戦したと書いている。「Encyclopedia of Women in Today's World, Volume 1』の著者であるメアリー・ツァイス・スタンゲは、「優れた女性アクションヒーロー」の例としてフィオナを挙げている。Refinery29のアン・コーエンは、シュレックでは、複数の男性がフィオナの将来についてフィオナの関与なしに決定するという「女性差別的なプロット」にもかかわらず、フィオナは強いヒロインであり続けていると感じている。コーエンは、フィオナが自分を守り、固定観念に反し、自分の意見を述べ、自分の欠点を受け入れたことを称賛した。著者は、フィオナを「文化的に重要な節目」と称し、その型破りな外見にもかかわらず、「激しく、正直で（素晴らしい）」と結論づけている。
批評家の中には、フィオナの戦闘能力が、彼女の不安や動機によって損なわれていると感じる人もいた。ファーニスは、キャラクターの戦闘能力に感銘を受けたにもかかわらず、それが「彼女が男性の恋愛相手に認証を求める必要性」と矛盾すると考え、真の武術家は外見を気にすることはほとんどないと主張している。本作が「あらゆるタイプの女性」の内面的な美しさをテーマにしていることは認めるものの、著者はフィオナの理解が男性の承認に依存していると主張し、ファルクアードとシュレックの両方との関係に言及し、さらに彼女がファルクアードの護衛をかわすために同じ武術の腕前を使おうと奮闘していることを指摘している。ファーニスは、自分のアークが「男性のキスによって活性化される」ことを残念に思っていましたが、シュレックのキャラクター開発の完成は、彼がフィオナにキスすることによって同様に決定されることを認めた。シュレックが彼女とキスをした後、一人で沼地に引きこもろうとしていたら、フィオナはオーガの姿を受け入れられなかったのではないかとファーニスは疑っている。作家のマーゴット・ミフリンは、『Salon.com』に寄稿し、フィオナの行動のいくつかは、外見はそれほど重要ではないという映画のモラルと矛盾すると感じており、彼女がファルクアードを嫌うのは、他人に対する残酷さよりも、背の低さの方だと述べている。また、スタイグの原作のお姫様は、フィオナよりも自由で、悩める乙女ではないと感じたそうだ。ミフリンは、フィオナのオーガーとしての姿を「キャベツ畑の人形に溺れた目と申し訳なさそうな表情をしたヒュンメルの置物」と表現しているが、フィオナがオーガーであり続け、戦い、口答えをし、よりリアルなボディプロポーションを持っているという事実は画期的であり、彼女の音楽的なソロは本作の「陽気な」ハイライトの一つであると述べている。『ザ・カンバセーション』の記者であるミッシェル・スミスは、フィオナが戦闘能力を持っているにもかかわらず、「おとぎ話の台本に従うことに必死」であり、救助者との結婚が「究極の報酬」であると信じていると書いていますが、これには感心しなかった。

### 認識
アメリカのガールスカウトは、フィオナをポジティブなロールモデルとして称賛した。ガールスカウトは、このキャラクターの肖像をいくつかのタイアップメディアで使用し、ガールスカウトの「Issues for Girl Scouts」運動を推進し、「女の子が自信を持ち、多様性を受け入れること」を奨励した。また、2001年には同作品の無料上映会を開催し、340人の観客が集まった。ディアスは『シュレック』の演技で、キッズ・チョイス・アワードの「ベスト・ゲップ」賞を受賞したが、これは彼女の最大の功績のひとつだと言っている。スクリーン・ラントのダニエル・カーランドによると、ディアスはシリーズを通して「無名のヒーロー」のような存在であったにもかかわらず、「映画を成立させる重要な要素であり続けている」と書いている。E!オンラインのケンダル・フィッシャーは、女優のキャリアを総括して、ディアスが「私たちのお気に入りのアニメキャラクターの声を担当した」と述べている。The Ringerは、ディアスの「シュレック」を最高の作品と位置づけ、彼女のフィオナ役の演技が、映画のサウンドトラックやアニメーションよりも熟成されていると評価している。著者のアリソン・ハーマンは、フィオナが自分の欠点を受け入れ、子どもたちに「自尊心とオナラジョークの喜劇的価値の両方について重要な教訓を与えてくれた」と詳しく述べている。また、女優のマイヤーズとマーフィーは、「キャラクターとしてのフィオナは、今後何十年にもわたって学部のメディア研究論文の燃料となるほど、かわいらしいお姫様の図式を覆している」と述べている。
イギリス版マリ・クレール誌では、フィオナの一シーンを「私たちに彼女を恋させたキャメロン・ディアスの映画の瞬間」のひとつに挙げた。2018年の引退後、フィオナをディアスのキャリアの中で4番目に良い役と位置づけたほか、ヒンドゥスタン・タイムズのサマース・ゴヤルは、フィオナを「21世紀で最も愛されたアニメキャラクターの一人」と冠し、ディアスを「大スター」にしたと評価している。2011年、ガルフ・ニュースはディアスを「ハリウッドで最も人気のある声優のAリスト」にランク付けし、2010年のフォーブスでは、最新作『シュレック』のプロモーション中に約1,809回メディアに登場したと報じている。ジャスティーン・マクグラスは『ティーンヴォーグ』誌において、フィオナを「映画とテレビのベストプリンセス17人」に選出し、「自分自身を愛すること」を学んだキャラクターであるとしている。NBCニューヨークのブライアン・アレクサンダーは、フィオナを「世界で最もホットなオーガ」と評し、ワシントン・ポストの映画評論家スティーヴン・ハンターは、コンピュータアニメーションのキャラクターからディアスの声を聞くのは「ちょっとホット」だと述べている。『シュレック2』のプロモーションのために、アイスクリーム店「バスキン・ロビンス」は、「フィオナのおとぎ話」と題して、キャラクターにちなんだフレーバーを発売した。「ピンクと紫の渦巻き」と表現されたこのアイスクリームは、綿菓子のような味がする。